# Sarcotragus gapaensis
Sarcotragus gapaensis är en svampdjursart som beskrevs av Thomas Robertson Sim och Lee 2000. Sarcotragus gapaensis ingår i släktet Sarcotragus och familjen Irciniidae.
Artens utbredningsområde är havet utanför Sydkorea. Inga underarter finns listade i Catalogue of Life.